# Киселёв, Кузьма Венедиктович
Кузьма́ Венеди́ктович Киселёв (бел. Кузьма Венедыктавіч Кісялёў, 20 октября (1 ноября) 1903, Лобковичи, Чериковский уезд, Могилёвская губерния, Российская империя — 4 мая 1977) — белорусский советский государственный деятель и дипломат, председатель СНК Белорусской ССР (1938—1940), народный комиссар/министр иностранных дел Белорусской ССР (1944—1966).

## Биография

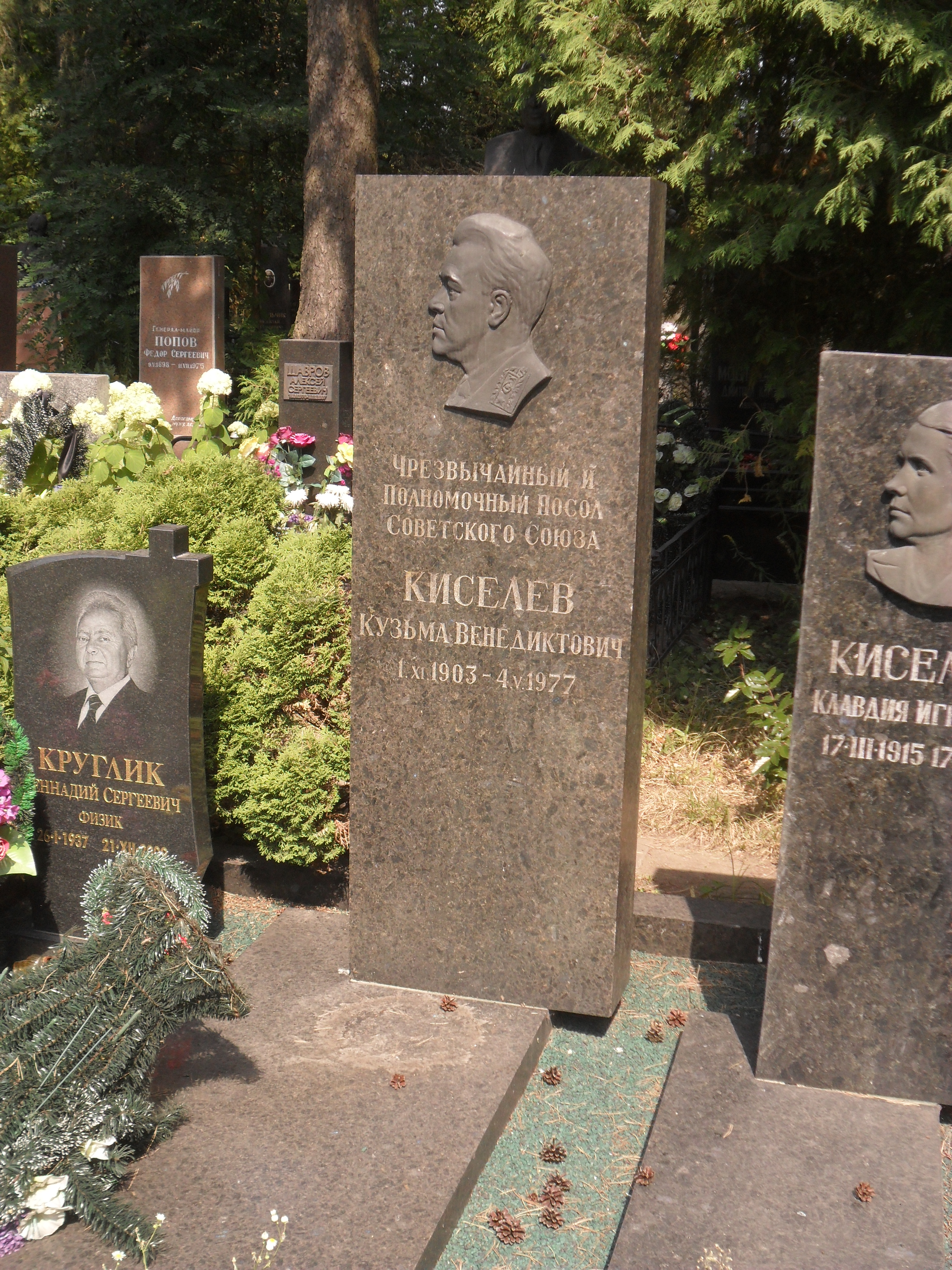
Могила Киселёва на Восточном кладбище Минска.

В 1928 г. окончил медицинский факультет Воронежского государственного университета по специальности врач-невропатолог, в 1933 г. — Институт философии и естествознания Коммунистического университета имени Я.М. Свердлова в Москве. Кандидат медицинских наук (1936).
В 1919—1923 гг. — секретарь Малятического волостного комитета ЛКСМ Белоруссии, в 1928—1930 гг. — ординатор клиники нервных болезней медицинского факультета Воронежского государственного университета.
С 1932 по 1937 г. — научный сотрудник Всесоюзного института экспериментальной медицины.
С 1937 по 1938 г. — народный комиссар здравоохранения Белорусской ССР, с 1938 по 1940 г. — председатель Совета народных комиссаров Белорусской ССР. Освобожден от занимаемой должности после публикации в газете «Правда» фельетона, где он обвинялся в неправильном расходовании бюджетных средств (создание Комсомольского озера для предотвращения паводков и обеспечения Минска питьевой водой).
В 1941—1942 гг. работал заместителем директора Всесоюзного института экспериментальной медицины, директором медицинского издательства в Москве, в 1943 г. — председателем Ульяновского областного исполнительного комитета, с 1943 по 1944 г. — первым заместителем председателя Совета народных комиссаров Белорусской ССР.
С 1944 по 1958 г. — первый заместитель председателя СНК и нарком (с 1946 министр) иностранных дел Белорусской ССР. В 1958—1966 гг. — министр иностранных дел Белорусской ССР. Имел ранг Чрезвычайного и Полномочного Посла.
26 июня 1945 г. во главе делегации Белорусской ССР подписал Устав ООН, который был ратифицирован Президиумом Верховного Совета БССР 30 августа 1945 г. Возглавлял делегации Белорусской ССР на Парижской мирной конференции (1946), сессиях Генеральной ассамблеи ООН 1946—1965 гг.
С 1966 г. до конца жизни — советник Совета Министров Белорусской ССР.
Член Центральной ревизионной комиссии ВКП(б) (1939—1941) (выведен из состава ЦРК на XVIII конференции ВКП(б) как необеспечивший выполнение обязанностей члена ЦРК).
Избирался депутатом Верховного Совета СССР 1-4-го созывов, Верховного Совета БССР и членом ЦК КП Беларуси.
Автор воспоминаний «Записки советского дипломата» (1974).

## Награды и звания
Награждён двумя орденами Ленина, двумя орденами Трудового Красного Знамени, орденом «Знак Почёта» и медалями.

## Память
- Памятный знак К. В. Киселёву на Аллее Славы в парке Победы в городе Кричеве Могилёвской области (2021)[1][2].